# Mistrovství světa silničních motocyklů 2010
Mistrovství světa silničních motocyklů v roce 2010 zahájila Velká cena Kataru 11. dubna, šampionát skončil 7. listopadu Velkou cenou Valencie.

## Mistři světa
| MotoGP                 | Moto2                  | 125 cm³              |
| Jorge Lorenzo (Yamaha) | Toni Elias (Moriwaki)* | Marc Márquez (Derbi) |

- v kategorii Moto2 je jako vítězná značka uvedena značka výrobce podvozku.

## Kalendář
| Závod | Datum        | Grand Prix     | Okruh            | Vítěz 125cc                  | Vítěz Moto2                  | Vítěz MotoGP    | Detail   |
| ----- | ------------ | -------------- | ---------------- | ---------------------------- | ---------------------------- | --------------- | -------- |
| 1     | 11. dubna    | Katar †        | Losail           | Nicolás Terol                | Šója Tomizawa                | Valentino Rossi | Výsledky |
| 2     | 2. května    | Španělsko      | Jerez            | Pol Espargaró                | Toni Elías                   | Jorge Lorenzo   | Výsledky |
| 3     | 23. května   | Francie        | Le Mans          | Pol Espargaró                | Toni Elías                   | Jorge Lorenzo   | Výsledky |
| 4     | 6. června    | Itálie         | Mugello          | Marc Márquez                 | Andrea Iannone               | Dani Pedrosa    | Výsledky |
| 5     | 20. června   | Velká Británie | Silverstone      | Marc Márquez                 | Jules Cluzel                 | Jorge Lorenzo   | Výsledky |
| 6     | 26. června   | Nizozemsko ††  | Assen            | Marc Márquez                 | Andrea Iannone               | Jorge Lorenzo   | Výsledky |
| 7     | 4. července  | Katalánsko     | Catalunya        | Marc Márquez                 | Juki Takahaši                | Jorge Lorenzo   | Výsledky |
| 8     | 18. července | Německo        | Sachsenring      | Marc Márquez                 | Toni Elías                   | Dani Pedrosa    | Výsledky |
| 9     | 25. července | USA ‡          | Laguna Seca      | Závod 125cc a Moto2 se nejel | Závod 125cc a Moto2 se nejel | Jorge Lorenzo   | Výsledky |
| 10    | 15. srpna    | Česko          | Brno             | Nicolás Terol                | Toni Elías                   | Jorge Lorenzo   | Výsledky |
| 11    | 29. srpna    | Indianapolis   | Indianapolis     | Nicolás Terol                | Toni Elías                   | Dani Pedrosa    | Výsledky |
| 12    | 5. září      | San Marino     | Misano           | Marc Márquez                 | Toni Elías                   | Dani Pedrosa    | Výsledky |
| 13    | 19. září     | Aragon         | Motorland Aragón | Pol Espargaró                | Andrea Iannone               | Casey Stoner    | Výsledky |
| 14    | 3. října     | Japonsko       | Motegi           | Marc Márquez                 | Toni Elías                   | Casey Stoner    | Výsledky |
| 15    | 10. října    | Malajsie       | Sepang           | Marc Márquez                 | Roberto Rolfo                | Valentino Rossi | Výsledky |
| 16    | 17. října    | Austrálie      | Phillip Island   | Marc Márquez                 | Alex de Angelis              | Casey Stoner    | Výsledky |
| 17    | 31. října    | Portugalsko    | Estoril          | Marc Márquez                 | Stefan Bradl                 | Jorge Lorenzo   | Výsledky |
| 18    | 7. listopadu | Valencie       | Valencia         | Bradley Smith                | Karel Abraham                | Jorge Lorenzo   | Výsledky |

† = Noční závod
†† = Sobotní závod
‡ = Pouze MotoGP